# Hockey su ghiaccio ai XXII Giochi olimpici invernali - Qualificazioni al torneo maschile
Al torneo maschile di hockey su ghiaccio sono qualificate di diritto le prime nove squadre del ranking IIHF: Canada, Finlandia, Norvegia, Repubblica Ceca, Russia, Slovacchia, Stati Uniti, Svezia e Svizzera.
Le altre tre, Austria, Lettonia e Slovenia, sono uscite dai tre tornei di qualificazione, a loro volta preceduti da quattro tornei di prequalificazione.
Le qualificazioni si sono svolte dal 17 settembre 2012 al 10 febbraio 2013.

## Qualificazioni

### Turno preliminare

#### Girone K
La vincitrice del girone si è qualificata per le prequalificazioni olimpiche. Il torneo si è svolto a  Zagabria, in Croazia, dal 17 al 19 settembre 2012.
| Pos. | Squadra | Pt | G | V | VOT | POT | P | GF | GS | DR  |
| ---- | ------- | -- | - | - | --- | --- | - | -- | -- | --- |
| 1.   | Croazia | 9  | 3 | 3 | 0   | 0   | 0 | 30 | 6  | +24 |
| 2.   | Messico | 6  | 3 | 2 | 0   | 0   | 1 | 14 | 14 | 0   |
| 3.   | Serbia  | 3  | 3 | 1 | 0   | 0   | 2 | 12 | 12 | 0   |
| 4.   | Israele | 0  | 3 | 0 | 0   | 0   | 3 | 5  | 29 | -24 |

| Data      | Ora         | Partita | Partita | Partita |
| --------- | ----------- | ------- | ------- | ------- |
| 17-9-2012 | 16:30 UTC+2 | Serbia  | 7 - 1   | Israele |
| 17-9-2012 | 20:15 UTC+2 | Messico | 2 - 9   | Croazia |
| 18-9-2012 | 16:30 UTC+2 | Serbia  | 3 - 5   | Messico |
| 18-9-2012 | 20:15 UTC+2 | Croazia | 15 - 2  | Israele |
| 19-9-2012 | 16:30 UTC+2 | Israele | 2 - 7   | Messico |
| 19-9-2012 | 20:15 UTC+2 | Croazia | 6 - 2   | Serbia  |

### Prequalificazioni
Le vincitrici dei tre gironi sono ammesse alle qualificazioni olimpiche.

#### Girone G
Il torneo si è giocato a Budapest, in Ungheria, dal 9 all'11 novembre 2012.
| Pos. | Squadra     | Pt | G | V | VOT | POT | P | GF | GS | DR  |
| ---- | ----------- | -- | - | - | --- | --- | - | -- | -- | --- |
| 1.   | Paesi Bassi | 8  | 3 | 2 | 1   | 0   | 0 | 24 | 10 | +14 |
| 2.   | Ungheria    | 7  | 3 | 2 | 0   | 1   | 0 | 24 | 8  | +16 |
| 3.   | Lituania    | 3  | 3 | 1 | 0   | 0   | 2 | 6  | 15 | -9  |
| 4.   | Croazia     | 0  | 3 | 0 | 0   | 0   | 3 | 3  | 24 | -21 |

| Data       | Ora         | Partita     | Partita   | Partita     |
| ---------- | ----------- | ----------- | --------- | ----------- |
| 9-11-2012  | 15:30 UTC+1 | Paesi Bassi | 8 - 2     | Croazia     |
| 9-11-2012  | 19:00 UTC+1 | Lituania    | 1 - 5     | Ungheria    |
| 10-11-2012 | 14:00 UTC+1 | Paesi Bassi | 9 - 2     | Lituania    |
| 10-11-2012 | 17:30 UTC+1 | Ungheria    | 13 - 0    | Croazia     |
| 11-11-2012 | 14:00 UTC+1 | Croazia     | 1 - 3     | Lituania    |
| 11-11-2012 | 17:30 UTC+1 | Ungheria    | 6 - 7 dso | Paesi Bassi |

#### Girone H
Il torneo si è giocato a Kiev, in Ucraina, dall'8 all'11 novembre 2012.
| Pos. | Squadra | Pt | G | V | VOT | POT | P | GF | GS | DR  |
| ---- | ------- | -- | - | - | --- | --- | - | -- | -- | --- |
| 1.   | Ucraina | 9  | 3 | 3 | 0   | 0   | 0 | 22 | 1  | +21 |
| 2.   | Polonia | 6  | 3 | 2 | 0   | 0   | 1 | 14 | 5  | +9  |
| 3.   | Spagna  | 3  | 3 | 1 | 0   | 0   | 2 | 5  | 16 | -11 |
| 4.   | Estonia | 0  | 3 | 0 | 0   | 0   | 3 | 4  | 23 | -19 |

| Data       | Ora         | Partita | Partita | Partita |
| ---------- | ----------- | ------- | ------- | ------- |
| 8-11-2012  | 16:00 UTC+2 | Polonia | 8 - 0   | Estonia |
| 8-11-2012  | 20:00 UTC+2 | Ucraina | 7 - 0   | Spagna  |
| 9-11-2012  | 16:00 UTC+2 | Polonia | 5 - 0   | Spagna  |
| 9-11-2012  | 20:00 UTC+2 | Estonia | 0 - 10  | Ucraina |
| 11-11-2012 | 16:00 UTC+2 | Spagna  | 5 - 4   | Estonia |
| 11-11-2012 | 20:00 UTC+2 | Ucraina | 5 - 1   | Polonia |

#### Girone J
Il torneo si è giocato a Nikkō, in Giappone, dal 9 all'11 novembre 2012.
| Pos. | Squadra       | Pt | G | V | VOT | POT | P | GF | GS | DR |
| ---- | ------------- | -- | - | - | --- | --- | - | -- | -- | -- |
| 1.   | Regno Unito   | 7  | 3 | 2 | 0   | 1   | 0 | 9  | 6  | +3 |
| 2.   | Corea del Sud | 6  | 3 | 1 | 1   | 1   | 0 | 9  | 7  | +2 |
| 3.   | Giappone      | 5  | 3 | 1 | 1   | 0   | 1 | 6  | 4  | +2 |
| 4.   | Romania       | 0  | 3 | 0 | 0   | 0   | 3 | 0  | 7  | -7 |

| Data       | Ora         | Partita       | Partita   | Partita       |
| ---------- | ----------- | ------------- | --------- | ------------- |
| 9-11-2012  | 14:00 UTC+9 | Regno Unito   | 4 - 5 dso | Corea del Sud |
| 9-11-2012  | 18:00 UTC+9 | Giappone      | 2 - 0     | Romania       |
| 10-11-2012 | 14:00 UTC+9 | Romania       | 0 - 3     | Regno Unito   |
| 10-11-2012 | 18:00 UTC+9 | Giappone      | 3 - 2 dot | Corea del Sud |
| 11-11-2012 | 14:00 UTC+9 | Corea del Sud | 2 - 0     | Romania       |
| 11-11-2012 | 18:00 UTC+9 | Regno Unito   | 2 - 1     | Giappone      |

### Qualificazioni olimpiche
Le tre vincitrici dei gironi si sono qualificate ai Giochi olimpici di Soči 2014.

#### Girone D
Il torneo si è giocato a Bietigheim-Bissingen, in Germania, dal 7 al 10 febbraio 2013.
| Pos. | Squadra     | Pt | G | V | VOT | POT | P | GF | GS | DR  |
| ---- | ----------- | -- | - | - | --- | --- | - | -- | -- | --- |
| 1.   | Austria     | 7  | 3 | 2 | 0   | 1   | 0 | 11 | 6  | +5  |
| 2.   | Germania    | 6  | 3 | 1 | 1   | 1   | 0 | 9  | 5  | +4  |
| 3.   | Italia      | 5  | 3 | 1 | 1   | 0   | 1 | 8  | 5  | +3  |
| 4.   | Paesi Bassi | 0  | 3 | 0 | 0   | 0   | 3 | 3  | 15 | -12 |

| Data      | Ora         | Partita     | Partita   | Partita     |
| --------- | ----------- | ----------- | --------- | ----------- |
| 7-2-2013  | 16:00 UTC+1 | Austria     | 3 - 2     | Italia      |
| 7-2-2013  | 19:30 UTC+1 | Germania    | 5 - 1     | Paesi Bassi |
| 8-2-2013  | 16:00 UTC+1 | Austria     | 6 - 1     | Paesi Bassi |
| 8-2-2013  | 19:30 UTC+1 | Italia      | 2 - 1 dot | Germania    |
| 10-2-2013 | 11:45 UTC+1 | Paesi Bassi | 1 - 4     | Italia      |
| 10-2-2013 | 15:15 UTC+1 | Germania    | 3 - 2 dot | Austria     |

#### Girone E
Il torneo si è giocato a Riga, in Lettonia, dal 7 al 10 febbraio 2013.
| Pos. | Squadra       | Pt | G | V | VOT | POT | P | GF | GS | DR  |
| ---- | ------------- | -- | - | - | --- | --- | - | -- | -- | --- |
| 1.   | Lettonia      | 7  | 3 | 2 | 0   | 1   | 0 | 11 | 7  | +4  |
| 2.   | Kazakistan    | 6  | 3 | 2 | 0   | 0   | 1 | 11 | 5  | +6  |
| 3.   | Francia       | 5  | 3 | 1 | 1   | 0   | 1 | 9  | 7  | +2  |
| 4.   | Gran Bretagna | 0  | 3 | 0 | 0   | 0   | 3 | 4  | 16 | -12 |

| Data      | Ora         | Partita       | Partita   | Partita       |
| --------- | ----------- | ------------- | --------- | ------------- |
| 7-2-2013  | 15:30 UTC+2 | Francia       | 2 - 3     | Kazakistan    |
| 7-2-2013  | 19:30 UTC+2 | Lettonia      | 6 - 2     | Gran Bretagna |
| 8-2-2013  | 15:30 UTC+2 | Francia       | 4 - 2     | Gran Bretagna |
| 8-2-2013  | 19:30 UTC+2 | Kazakistan    | 2 - 3     | Lettonia      |
| 10-2-2013 | 13:00 UTC+2 | Gran Bretagna | 0 - 6     | Kazakistan    |
| 10-2-2013 | 17:00 UTC+2 | Lettonia      | 2 - 3 dot | Francia       |

#### Girone F
Il torneo si è giocato a Vojens, in Danimarca, dal 7 al 10 febbraio 2013.
| Pos. | Squadra     | Pt | G | V | VOT | POT | P | GF | GS | DR  |
| ---- | ----------- | -- | - | - | --- | --- | - | -- | -- | --- |
| 1.   | Slovenia    | 9  | 3 | 3 | 0   | 0   | 0 | 12 | 4  | +8  |
| 2.   | Bielorussia | 6  | 3 | 2 | 0   | 0   | 1 | 11 | 6  | +5  |
| 3.   | Danimarca   | 3  | 3 | 1 | 0   | 0   | 2 | 5  | 5  | 0   |
| 4.   | Ucraina     | 0  | 3 | 0 | 0   | 0   | 3 | 1  | 14 | -13 |

| Data      | Ora         | Partita     | Partita | Partita     |
| --------- | ----------- | ----------- | ------- | ----------- |
| 7-2-2013  | 16:00 UTC+1 | Bielorussia | 2 - 4   | Slovenia    |
| 7-2-2013  | 20:00 UTC+1 | Danimarca   | 2 - 0   | Ucraina     |
| 8-2-2013  | 17:00 UTC+1 | Bielorussia | 6 - 0   | Ucraina     |
| 8-2-2013  | 21:00 UTC+1 | Slovenia    | 2 - 1   | Danimarca   |
| 10-2-2013 | 14:00 UTC+1 | Ucraina     | 1 - 6   | Slovenia    |
| 10-2-2013 | 18:00 UTC+1 | Danimarca   | 2 - 3   | Bielorussia |

## Squadre qualificate
- In base al ranking IIHF:   Canada,  Finlandia,  Norvegia,  Rep. Ceca,  Russia,  Slovacchia,  Stati Uniti,  Svezia,  Svizzera
- Grazie al torneo di qualificazione:  Austria,  Lettonia,  Slovenia